# (1169) Alwine
Alwine és l'asteroide número 1169. Va ser descobert pels astrònoms Max Wolf i M. Ferrero des de l'observatori de Heidelberg (Alemanya), el 30 d'agost de 1930. La seva designació alternativa és 1930 QH.